# Gmina Łubowo
Łubowo (deutsch: Lubowo, 1875–1919, 1939–1945 Libau) ist ein Dorf und Sitz der gleichnamigen Landgemeinde in Polen. Der Ort liegt im Powiat  Gnieźnieński der Wojewodschaft Großpolen. 

## Gemeinde
Zur Landgemeinde Łubowo gehören 18 Ortsteile (deutsche Namen bis 1919 und im Zweiten Weltkrieg) mit einem Sołectwo (Schulzenamt):
| - Baranowo (Baranowo) - Dziekanowice, Ostufer des Sees Lednica - Fałkowo (Weißenburg), Bahnstation - Imielno (Imielno) - Imielenko - Lednogóra (Lettberg), Westufer des Sees Lednica, entfernte Bahnstation | - Leśniewo (Lesniewo) - Łubowo (Lubowo, 1939–1945 Libau) - Myślęcin - Owieczki (Owieschön) - Pierzyska, Bahnstation - Rybitwy (Rybitwy), Westufer des Sees Lednica | - Rzegnowo (Segenshof) - Siemianowo (Siemianowo) - Strychowo (Strychowo) - Wierzyce (Wierzyce) - Woźniki - Żydówko (Zydowko) |

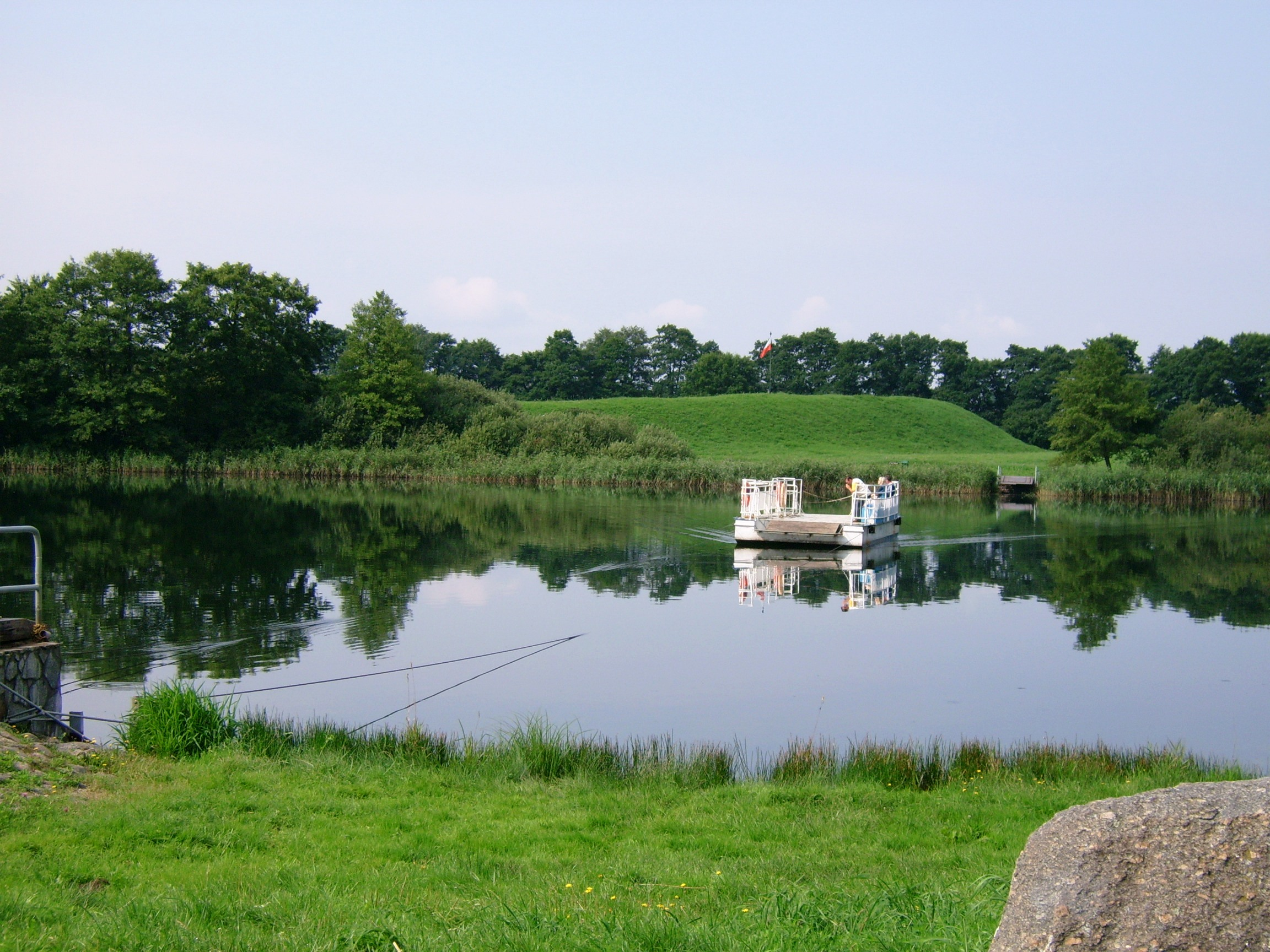
Burgwall auf dem Ostrów Lednicki

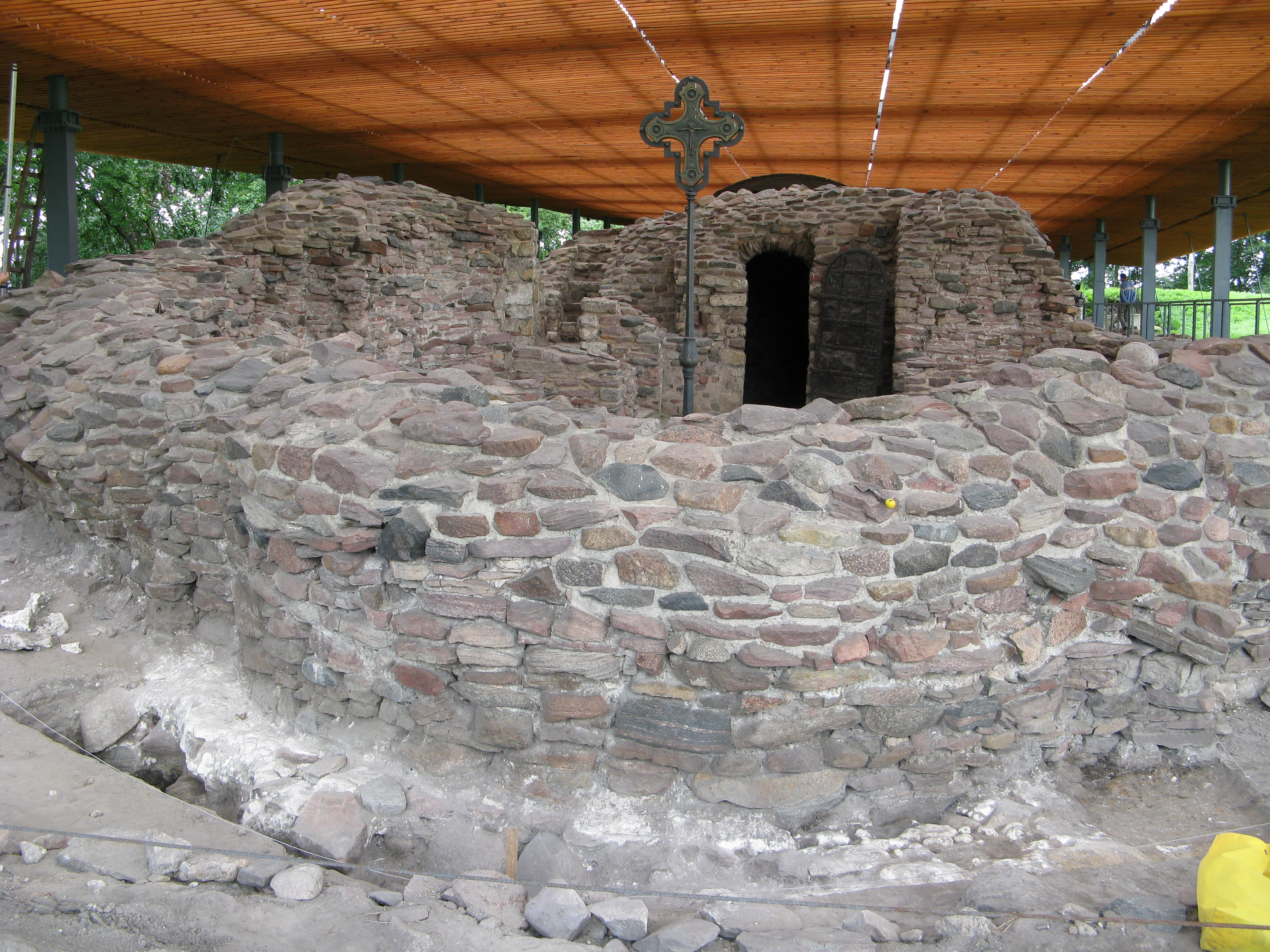
Mauern von Palas und Kapelle

Weitere Ortschaften der Gemeinde sind Chwałkówko, Moraczewo und Przyborowo.

## Ostrów Lednicki
Die Gemeinde umfasst die Südhälfte des Sees Lednica und darin die Insel Ostrów Lednicki. In der Gründungszeit Polens unter Mieszko I. befand sich hier ein wichtiger Verwaltungssitz. Es ist einer der möglichen Orte der Taufe Mieszkos, mit der die Christianisierung Polens begann. Die Burg gilt auch als erster Sitz des ersten Bischofs in Polen, Jordanes. Die Insel mit Burgwall und Mauerresten bildet heute das Muzeum Pierwszych Piastów („Museum der Ersten Piasten“). Abfluss des Sees ist die Główna, die in Posen in die Warthe mündet.